# 愛情霹靂火
《新寶島康樂隊第舞輯 愛情霹靂火》是新寶島康樂隊睽違四年的錄音室專輯，並且是他們的第五張錄音室專輯。其中邀請亂彈、恨情歌樂團、王繼康和周恆毅等人來擔任歌曲的主要編曲。

## 專輯介紹
這張專輯的大部分歌曲已經發表過，而且都是舊曲新用，也是黃連煜退團後的第一張專輯。比如說《來去台北做歌星》是改編任賢齊所寫的《心情車站》，不只編曲的方式都一模一樣，以及邀請任賢齊來跟新寶島康樂隊對唱這首歌；《豬血湯》是改編於《智慧的光》（民視台歌）；而《思慕阿里山》、《De Do So》都是改編自安猛進所寫的鄒族歌謠，其中《De Do So》是《美麗新樂園》的原創版本；《淡水河要報仇》是改編於《黑面鴨要報仇》（新寶島康樂隊為保護黑面琵鷺而創作的單曲），這首歌保留原版的歌詞，以及在末段增加幾句歌詞；《官人，你為何如此來悲傷》是改編於《酸鹼共和國》（陳昇幫「老舍酸梅湯」所寫的廣告歌曲），雖然這首歌是舊曲新用，但陳昇以京劇、歌仔戲的唱法和搖滾音樂的編曲來呈現原版的不同，另外這首歌隱約地諷刺臺灣海峽兩岸關係；《阿春仔伊阿嬤》是延用新寶島康樂隊的敘事歌曲風，主要是描述二二八事件的時候，先生被士兵帶走之後音訊全無的一名女性，從年輕一直到老苦苦等候下落不明的先生的故事（一說是家人為了等在打仗的祖父回到家的故事），而且這首歌被選為這張專輯的第二波主打歌，以及拍攝的地點在綠島一帶，另外這支音樂錄影帶附贈於此專輯當中。

## 專輯工作單
資料來自 專輯詳細資料。
作詞：陳昇（1、2、3、4、6、7、8、9、10）、黃連煜（2、10）、安猛進（3、9）、任賢齊（4）、阿Von（5、10、11）

作曲：陳昇（1、2、6、7、8）、黃連煜（2）、安猛進（3、9）、任賢齊（4）、阿Von（5、10、11）

編曲：亂彈（1、2、10）、恨情歌樂團（1、10）、趙家駒（2）、Mac&Jane（3、9）、王繼康（4、6）、周恆毅（5、7、8、11）

## 專輯曲目
資料來自新寶島康樂隊/第舞輯－愛情霹靂火。
1. 等無限時批
2. 豬血湯（改編於《智慧的光》）
3. 思慕阿里山
4. 來去台北做歌星（改編於《心情車站》）
5. 酒醉掉進水溝裡
6. 官人，你為何如此來悲傷（改編於《酸鹼共和國》）
7. 愛情霹靂火
8. 阿春仔伊阿嬤
9. De Do So（《美麗新樂園》的原創版）
10. 淡水河要報仇（改編於《黑面鴨要報仇》）
11. Mai Nu Ya Gin 盼望

## 資料來源
1. 1 2  新寶島康樂隊/第舞輯－愛情霹靂火 （页面存档备份，存于）（2007年11月25日引用）
2. ↑  台灣版壹週刊創刊號陳昇報道 （页面存档备份，存于）（2007年11月25日引用）
3. ↑  .   [2007-11-25]. （原始内容存档于2016-03-04）.